# 大駱
大骆（?—?），嬴姓，高祖父恶来是纣王的大臣，被周武王所杀。所以大骆名声不显，事迹不详。 申侯之女为大骆妻，生子成为嫡子。周孝王封大骆的另一个儿子非子在秦地为周朝的附庸國，恢复嬴姓的祭祀，这就是秦国的开始。